# Międzygórze (Neder-Silezië)
Międzygórze is een plaats in het Poolse district Kłodzki, woiwodschap Neder-Silezië. De plaats maakt deel uit van de gemeente Bystrzyca Kłodzka en telt 700 inwoners. Miedzygorze heeft de status van een dorp.

## Geografische ligging
Miedzygorze ligt ten oosten van Domaszkow en Wilkanow.
Het centrum van Miedzygorze ligt aan de oostkant van het dorp. Miedzygorze is ingeklempt tussen de Sudeten.
Deze bergen vormen ook de landsgrens tussen Polen en Tsjechië.

## Toerisme

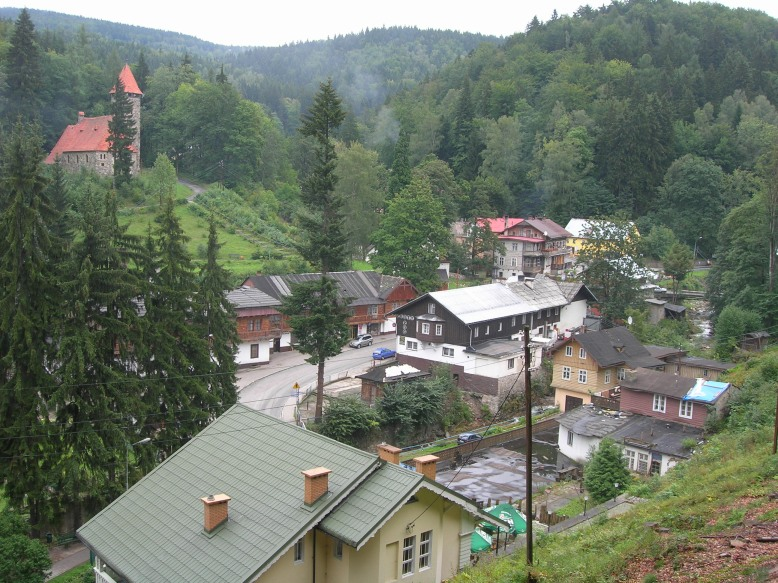
Het dorp Miedzygorze

Er komen veel Toeristen naar Miedzygorze. Vanwege het  bergachtige landschap,
Waardoor ze heel graag willen Wintersporten in de winter.

## Overstroming Miedzygorze
Miedzygorze werd overstroomt in 1997 omdat er te veel regen was gevallen.
Daardoor werd de waterval
7 meter lager. Er was niemand overleden of gewond geraakt.

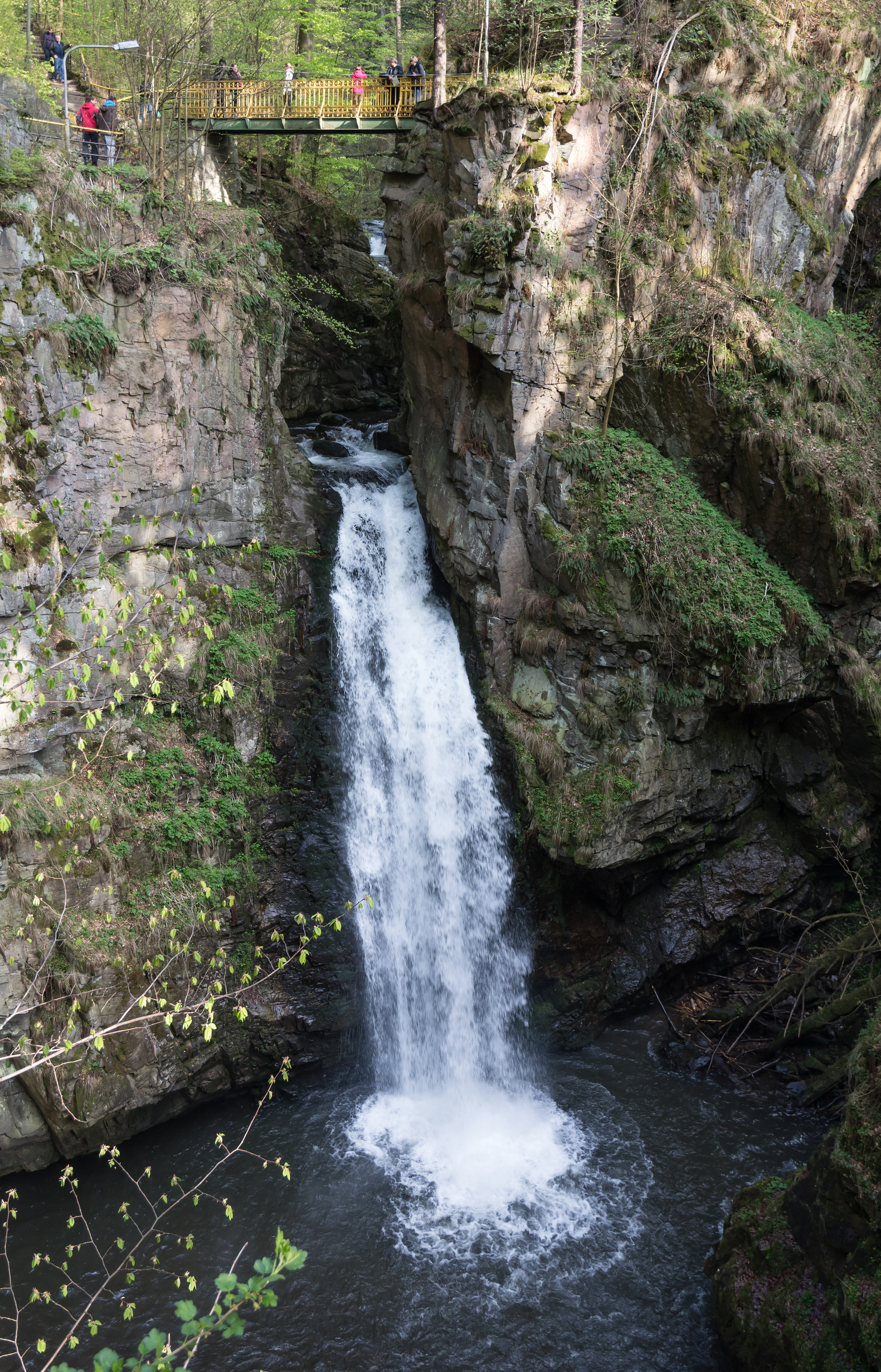
Waterval van Miedzygorze